# San Pedro de Gaíllos
San Pedro de Gaíllos er en by og kommune i det centrale Spanien i provinsen Segovia. Den har et indbyggertal på 311 (2024) indbyggere.